# Subregión del Centro (Nariño)

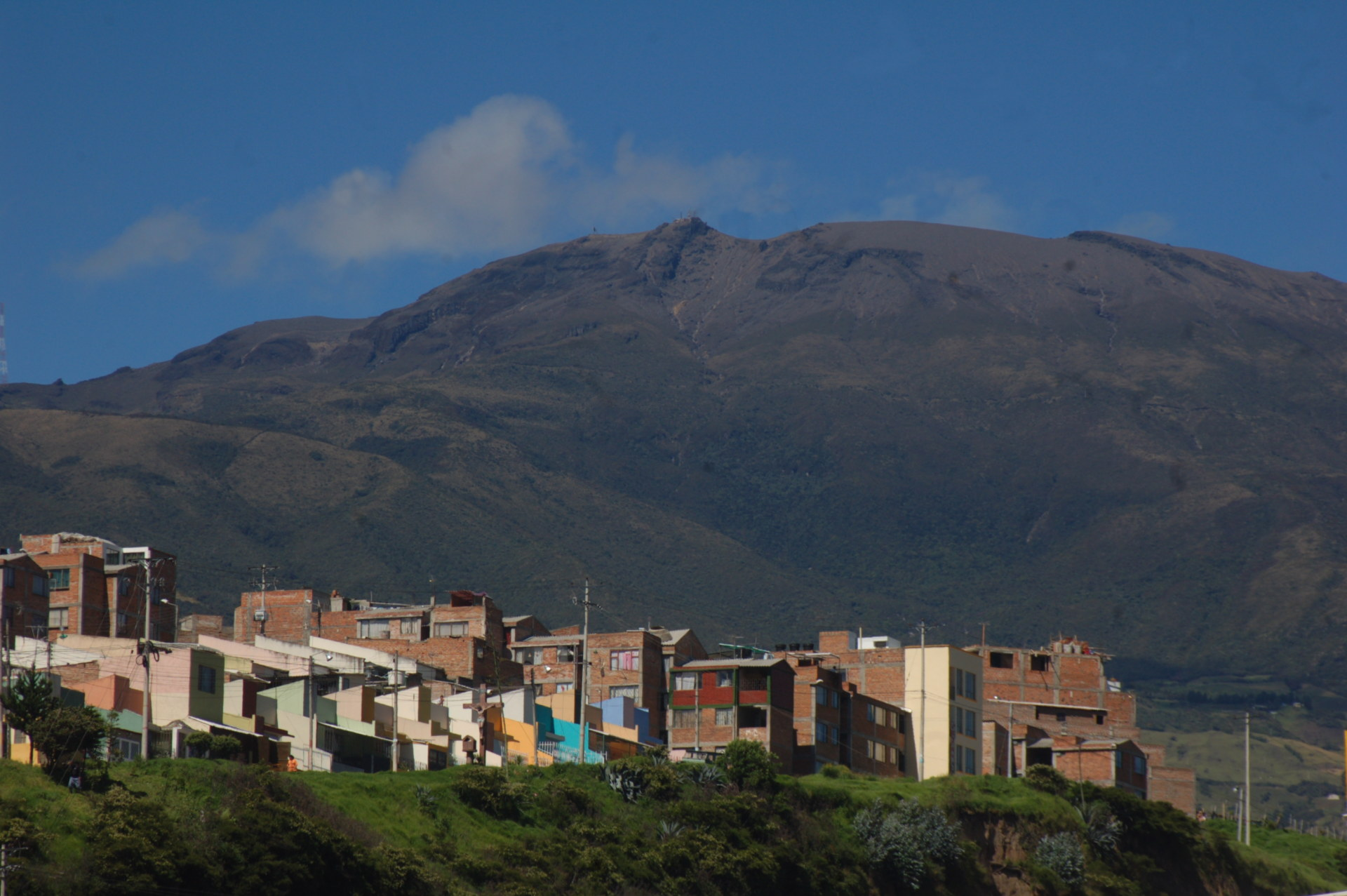
Volcán Galeras.

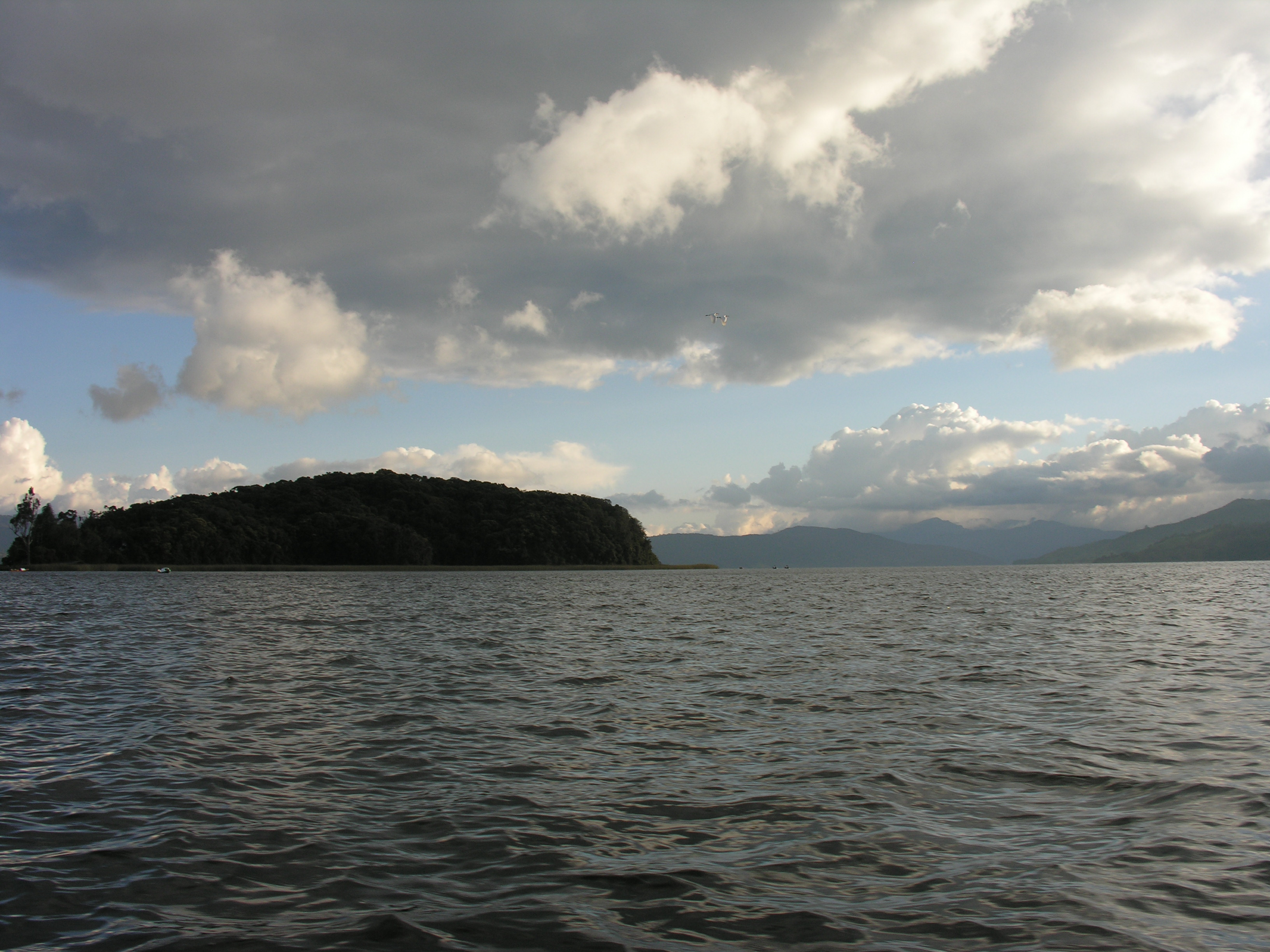
Isla de La Corota, La Cocha.

La subregión del Centro es una de las trece subregiones del departamento colombiano de Nariño.
Comprende los municipios de Pasto, Chachagüí, La Florida, Nariño, Tangua y Yacuanquer, que abarcan un total de 1 878 kilómetros cuadrados.

## Población
En 2015 la población comprendía un total de 466 331 habitantes, un 28,09 % del total del departamento de Nariño; de estos, 360 966 estaban ubicados en el sector urbano y 105 365 en el sector rural. En cuestión de sexo el 48 % eran hombres y el 52 % mujeres. Etnográficamente estaba compuesto por 2924 indígenas y 6300 afrodescendientes.

## Economía
Las principales actividades económicas están basadas en el sector agropecuario, destacándose el cultivo de la papa, maíz, frijol y hortalizas; igualmente es importante la explotación de los ganados bovino, porcino, equino y otras especies menores. También cabe resaltar la actividad comercial y artesanal.